# Barca (Košice)
Barca (em húngaro: Bárca) é um bairro de Košice, a segunda maior cidade da Eslováquia. Está situado no distrito de Košice IV, na região de Košice. Tem 18,13 km² de área e sua população em 2018 foi estimada em 3.677 habitantes.